# Vespinitocris tavakiliani
Vespinitocris tavakiliani är en skalbaggsart som beskrevs av Henri L. Sudre och Teocchi 2005. Vespinitocris tavakiliani ingår i släktet Vespinitocris och familjen långhorningar. Inga underarter finns listade i Catalogue of Life.